# Wilhelmina von Hallwyl

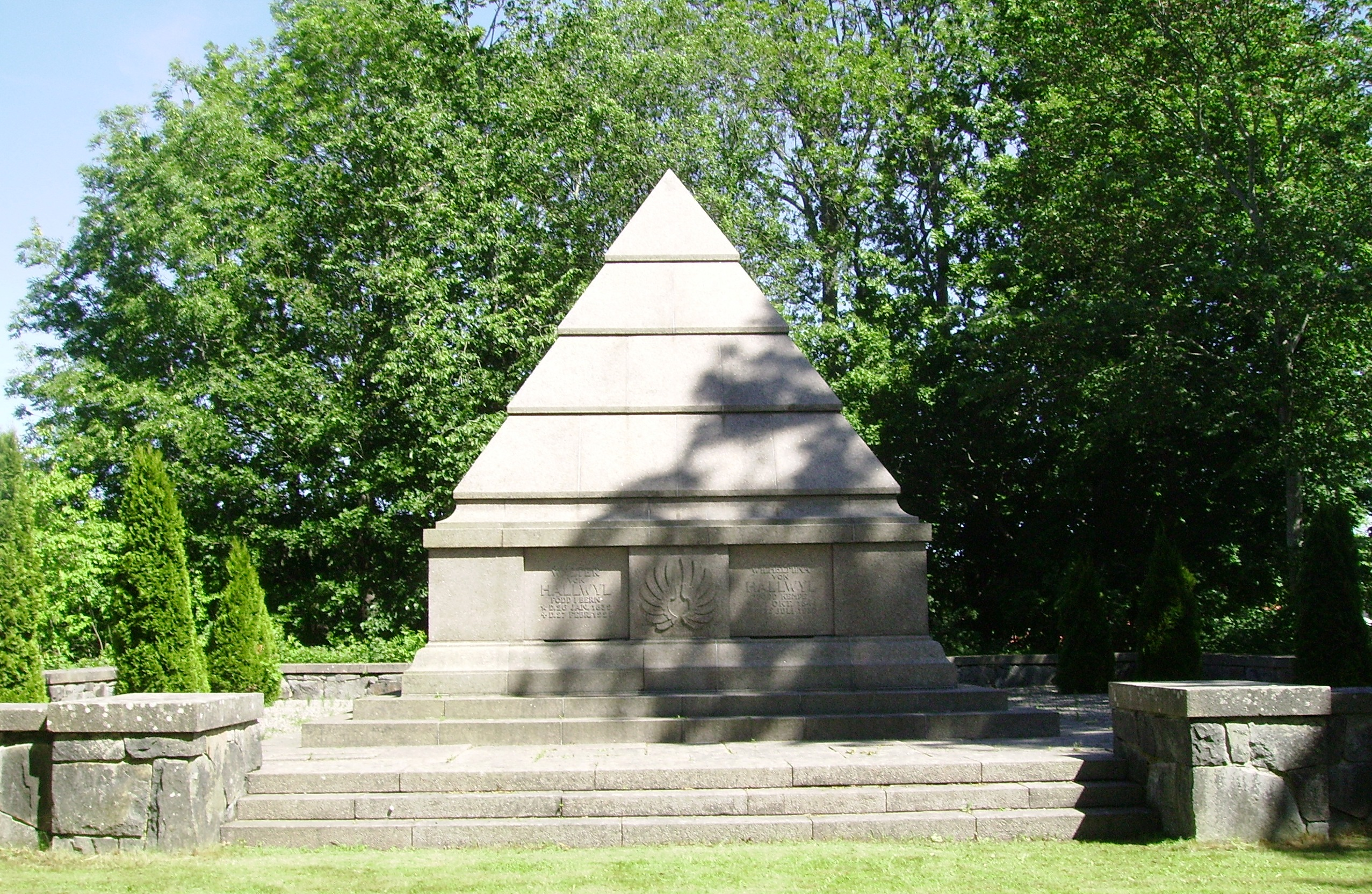
Gravvård på Västerljungs kyrkogård.

Wilhelmina von Hallwyl, född Kempe den 1 oktober 1844 i Stockholm, död 25 juli 1930 i Stockholm, var en svensk konstsamlare och museiskapare. Hon var dotter till Wilhelm och Johanna Kempe och gift med den schweiziske greven Walther von Hallwyl.
Wilhelmina von Hallwyl var vid sekelskiftet 1900 en av Sveriges största samlare av konst och konsthantverk. Under resor i Europa, Afrika och Orienten köpte hon föremål och bestämde sig tidigt för upprätta ett museum. von Hallwyl katalogiserade noggrant sina samlingar, och resultatet av detta är ett katalogverk i 78 band. Makarna von Hallwyl lät uppföra Hallwylska palatset vid Hamngatan i Stockholm, där deras omfattande samlingar förvaras. Samlingarna och palatset donerades till den svenska staten 1920 och utgör idag ett museum.

## Biografi

### Uppväxt
Wilhelmina von Hallwyl föddes 1 oktober 1844 i föräldrarnas våning i Schinkelska huset vid Kornhamnstorg 2 i Stockholm. Hennes far, Wilhelm Kempe, kom från Stralsund i Vorpommern, som då varit en svensk besittning sedan westfaliska freden 1648 och familjen såg sig som svenskar. Fadern förvärvade skog och mark kring Voxnan i Hälsingland och grundade Ljusne-Woxna AB och vid sin död var han en av Sveriges rikaste män.
Under Wilhelmina von Hallwyls uppväxt tillbringade familjen sin tid såväl i Stralsund som i Stockholm. Om somrarna var man periodvis på Dybecks gård i Skåne tillsammans med släktingar. Från 1852 och tio år framåt var sommarnöjet istället Charlottendal bortom Hornstull. På 1860-talet byggde familjen en villa i Ljusne då fadern behövde vistas längre perioder vid bruket.
Wilhelmina von Hallwyl började vid sex års ålder i skola i Gamla Stan, men efter ett drygt år anställdes istället Caroline Pflaum (1816–1909) från Nürnberg som hennes guvernant och blev kvar i familjen resten av sitt liv, senare som sällskapsdam åt Wilhelmina von Hallwyls mor. Enligt Wilhelmina von Hallwyl fick Pflaum ett alltför stort inflytande över uppfostran och Wilhelmina upplevde sig i vuxen ålder ha varit mycket hårt hållen. Pflaums eftermäle har färgats av Wilhelminas årsanteckningar där hon skriver: ”i och med hennes [Pflaums] ankomst, som jag så väl kommer ihåg och som jag önskade aldrig skulle komma, var det slut med all min barn- och ungdomsglädje.” Som kontrast påpekar Wilhelmina von Hallwyls svärfar Theodor von Hallwyl i ett brev 27 januari 1865 att Pflaum både var förträfflig och skicklig.
Wilhelmina von Hallwyl insjuknade som barn i dysenteri. De sanitära förhållandena i Stockholm på 1850-talet var usla och mathållningen var enkel, också hos familjen Kempe. Tre gånger i veckan serverades färskt kött, grönsaker fanns inte i huvudstaden på hela vintern och rent vatten var en bristvara. Allt detta gjorde att det var vanligt att barn blev sjuka och klena.
Familjen tillbringade gärna tid på olika kurorter för vila, rekreation och semesterliv. Det var just på en av dessa kurorter, Homburg vor der Höhe utanför Frankfurt, som Wilhelmina von Hallwyl kom att träffa sin blivande make Walther von Hallwyl.

Porträtt av Wilhelmina. Rökrummet, Hallwylska museet.
Porträtt av Wilhelmina von Hallwyl, 1865. Målat av Édouard Boutibonne. Hallwylska museet.
Porträtt av hennes mor Johanna Kempe, född Wallis.
Porträtt av hennes far Wilhelm Kempe.

### Giftermål och familj
Den 18 december 1864, samma år som paret träffats, ägde förlovningen mellan Wilhelmina och Walther von Hallwyl rum. Den 10 juni 1865 skedde vigseln i stora salongen i Wilhelmina von Hallwyls föräldrars hem. De nygifta paret tillbringade hela sommaren med hans familj i Schweiz. 1866 köpte Wilhelm Kempe Erikslunds gård i Södermanland till dotterns familj, som nu utökats med den förstfödda dottern, Ebba. Under 16 år bodde familjen på Erikslund och här föddes också familjens övriga döttrar.
Paret von Hallwyl fick tillsammans fyra döttrar:
- Ebba von Eckermann (1866–1960), gift med Wilhelm von Eckermann (1853–1937).
- Ellen Roosval von Hallwyl (1867–1952), gift med Henrik de Maré (1860–1937) och senare med Johnny Roosval (1879–1965).
- Elma (1870–1871).
- Irma von Geijer (1873–1959), gift med Wilhelm von Geijer (1865–1930).

En av ättlingarna till Wilhelmina von Hallwyl var porträttmålaren Signe von der Esch (1934–2022). Wilhelmina von Hallwyl trivdes aldrig särskilt bra med livet som godsfru på Erikslund. Walther von Hallwyl var ofta bortrest och hon var ofta krasslig och uttråkad. Dottern Elma dog dagen före julafton 1871 när hon åt av giftig färg som hon och systrarna färglade teckningar med. Olyckshändelsen blev en stor prövning för Wilhelmina von Hallwyl.

Walther von Hallwyl
Ellen Roosval von Hallwyl
Irma von Geijer, född von Hallwyl
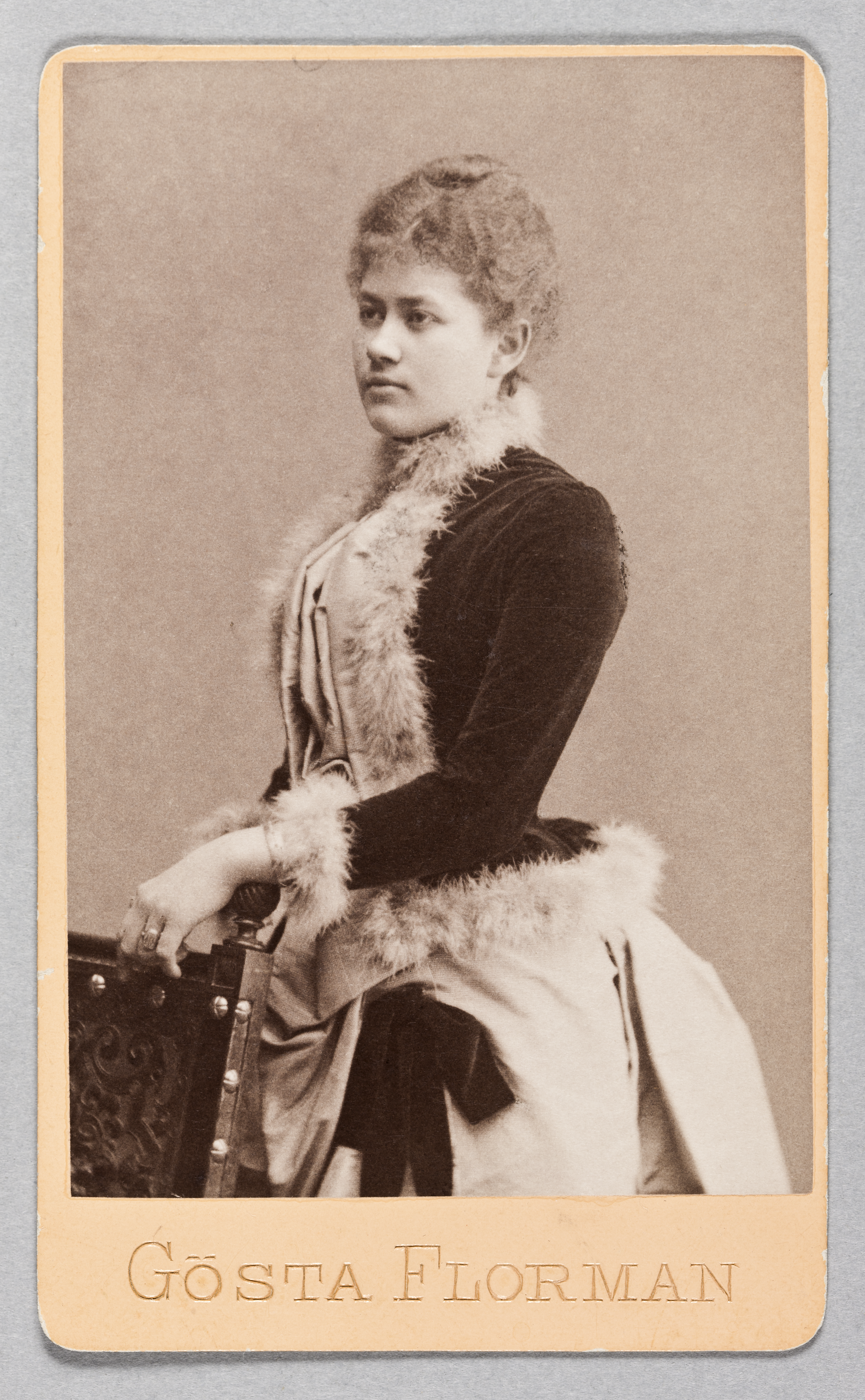
Ebba von Eckermann, född von Hallwyl

### Det Hallwylska huset och museiskapandet
När döttrarna blev äldre flyttade man till Stockholm och snart började man planera för byggandet av Hallwylska huset på Hamngatan 4. Walther von Hallwyl var inte svårövertalad till detta projekt då familjebolaget Ljusne-Woxna AB, som nu sköttes av Walther von Hallwyl, uppvisade en rekordvinst år 1890. Mellan 1893 och 1898 uppfördes familjens residens och betraktades då som ett av arkitekten Isac Gustaf Clasons mest betydande byggnadsverk bland privatbostäder. I huset inreddes redan från början speciella utställningsrum för Wilhelmina von Hallwyls samlingar och den något konservativa historiska inredningsstilen blandas med mycket moderna inslag som elektricitet, hiss och rinnande vatten.
Wilhelmina von Hallwyl var en flitig kund hos Bukowskis där hon köpte många av föremålen till sina samlingar. Hennes samlarintresse omfattade allt från konst, porslin och vapen till vardagsföremål och arkeologiska jordfynd. Allt kan fortfarande ses i sin ursprungliga miljö i familjens palats på Hamngatan i Stockholm, Hallwylska museet.
Wilhelmina von Hallwyl arbetade med att katalogisera sina samlingar och anställde studenter vid Stockholms högskola som vid sidan av studierna arbetade med de Hallwylska samlingarna. Hon omgav sig också med tidens experter och föremålen i samlingen gavs utförliga beskrivningar i katalogverket. Katalogverket kan ses på Hallwylska museet och finns idag också digitaliserat för enkel tillgänglighet för allmänheten.

## Utmärkelser, ledamotskap och priser
- Ledamot av Vetenskapssocieteten i Lund (LVSL)[6]